# Harvey Barnes
Harvey Lewis Barnes (Burnley, Inglaterra, Reino Unido, 9 de diciembre de 1997) es un futbolista inglés. Juega de centrocampista y su equipo es el Newcastle United F. C. de la Premier League de Inglaterra.

## Trayectoria

### Leicester City
Entró a la academia del Leicester City a la edad de nueve años. Firmó su primer contrato profesional con el club el 25 de junio de 2016, y debutó con el primer equipo el 7 de diciembre de 2016, como suplente en el segundo tiempo en la derrota por 5-0 ante el F. C. Porto en la Liga de Campeones de la UEFA.

#### Préstamo al Milton Keynes Dons
El 20 de junio de 2017 fue enviado a préstamo al Milton Keynes Dons de la League One. Un día después, anotó un gol en su debut en la victoria por 5-3 al Northampton Town.
El 2 de mayo de 2017, con un registro de 6 goles en 21 encuentro con el club, fue nombrado jugador joven del año del equipo en la temporada 2016-17.
Renovó su contrato con el Leicester el 21 de junio de 2017 por cuatro años.

#### Préstamo al Barnsley
El 11 de agosto de 2017 fue enviado a préstamo al Barnsley de la EFL Championship por toda la temporada. Debutó con el club al día siguiente, como suplente en el minuto 80 en la derrota por 1-2 de local ante el Ipswich Town. Anotó su primer gol en Barnsley el 26 de agosto al Sunderland.
Fue llamado de regreso al Leicester el 1 de enero de 2018. Debutó en la Premier League el 19 de abril de 2018 en el empate 0-0 ante el Southampton.

#### Préstamo al West Bromwich Albion
Para comienzos de la temporada 2018-19 fue enviado a préstamo al West Bromwich Albion. Anotó un golazo en su debut de liga el 4 de agosto de 2018, fue victoria por 2-1 sobre el Bolton Wanderers.

#### Regreso al Leicester City
El 11 de enero de 2019 fue llamado de regreso al Leicester.
Anotó su primer gol para el club que lo formó el 20 de abril de 2019 en el empate por 2-2 contra el West Ham United.
En junio de 2019 renovó su contrato con el club por cinco años.

### Newcastle United F. C.
El 23 de julio de 2023, tras el descenso a EFL Championship y después de 187 partidos con los foxes, fue traspasado al Newcastle United F. C.

## Selección nacional
Ha representado a Inglaterra en categorías inferiores.
El 27 de mayo de 2019 fue incluido en el equipo de Inglaterra que jugó la Eurocopa Sub-21 de 2019.
El 7 de octubre de 2020 debutó con la absoluta en un amistoso ante Gales en el que Inglaterra venció por 3-0.

## Estadísticas

### Clubes
Actualizado al último partido disputado el 25 de mayo de 2025.
| Club                                  | Div.          | Temporada     | Liga  | Liga  | Copas nacionales | Copas nacionales | Torneos internacionales | Torneos internacionales | Total | Total |
| Club                                  | Div.          | Temporada     | Part. | Goles | Part.            | Goles            | Part.                   | Goles                   | Part. | Goles |
| ------------------------------------- | ------------- | ------------- | ----- | ----- | ---------------- | ---------------- | ----------------------- | ----------------------- | ----- | ----- |
| Leicester City F. C. Inglaterra       | 1.ª           | 2016-17       | 0     | 0     | 0                | 0                | 1                       | 0                       | 1     | 0     |
| Milton Keynes Dons F. C. Inglaterra   | 3.ª           | 2016-17       | 21    | 6     | —                | —                | —                       | —                       | 21    | 6     |
| Milton Keynes Dons F. C. Inglaterra   | Total club    | Total club    | 21    | 6     | 0                | 0                | 0                       | 0                       | 21    | 6     |
| Barnsley F. C. Inglaterra             | 2.ª           | 2017-18       | 23    | 5     | 2                | 0                | —                       | —                       | 25    | 5     |
| Barnsley F. C. Inglaterra             | Total club    | Total club    | 23    | 5     | 2                | 0                | 0                       | 0                       | 25    | 5     |
| Leicester City F. C. Inglaterra       | 1.ª           | 2017-18       | 3     | 0     | 2                | 0                | —                       | —                       | 5     | 0     |
| West Bromwich Albion F. C. Inglaterra | 2.ª           | 2018-19       | 26    | 9     | 2                | 0                | —                       | —                       | 28    | 9     |
| West Bromwich Albion F. C. Inglaterra | Total club    | Total club    | 26    | 9     | 2                | 0                | 0                       | 0                       | 28    | 9     |
| Leicester City F. C. Inglaterra       | 1.ª           | 2018-19       | 16    | 1     | 0                | 0                | —                       | —                       | 16    | 1     |
| Leicester City F. C. Inglaterra       | 1.ª           | 2019-20       | 36    | 6     | 6                | 1                | —                       | —                       | 42    | 7     |
| Leicester City F. C. Inglaterra       | 1.ª           | 2020-21       | 25    | 9     | 2                | 1                | 8                       | 3                       | 35    | 13    |
| Leicester City F. C. Inglaterra       | 1.ª           | 2021-22       | 32    | 6     | 4                | 2                | 12                      | 3                       | 48    | 11    |
| Leicester City F. C. Inglaterra       | 1.ª           | 2022-23       | 34    | 13    | 6                | 0                | —                       | —                       | 40    | 13    |
| Leicester City F. C. Inglaterra       | Total club    | Total club    | 146   | 35    | 20               | 4                | 21                      | 6                       | 187   | 45    |
| Newcastle United F. C. Inglaterra     | 1.ª           | 2023-24       | 21    | 5     | 1                | 0                | 1                       | 0                       | 23    | 5     |
| Newcastle United F. C. Inglaterra     | 1.ª           | 2024-25       | 33    | 9     | 7                | 0                | —                       | —                       | 40    | 9     |
| Newcastle United F. C. Inglaterra     | Total club    | Total club    | 54    | 14    | 8                | 0                | 1                       | 0                       | 63    | 14    |
| Total carrera                         | Total carrera | Total carrera | 270   | 69    | 32               | 4                | 22                      | 6                       | 324   | 79    |
| 1. 2.                                 |               |               |       |       |                  |                  |                         |                         |       |       |

## Palmarés

### Títulos nacionales
| Título           | Club                   | País       | Año  |
| ---------------- | ---------------------- | ---------- | ---- |
| FA Cup           | Leicester City F. C.   | Inglaterra | 2021 |
| Community Shield | Leicester City F. C.   | Inglaterra | 2021 |
| Copa de la Liga  | Newcastle United F. C. | Inglaterra | 2025 |

### Distinciones individuales
| Distinción                               | Año  |
| ---------------------------------------- | ---- |
| Mejor gol de agosto en la Premier League | 2019 |